# Anatoly Serdyukov

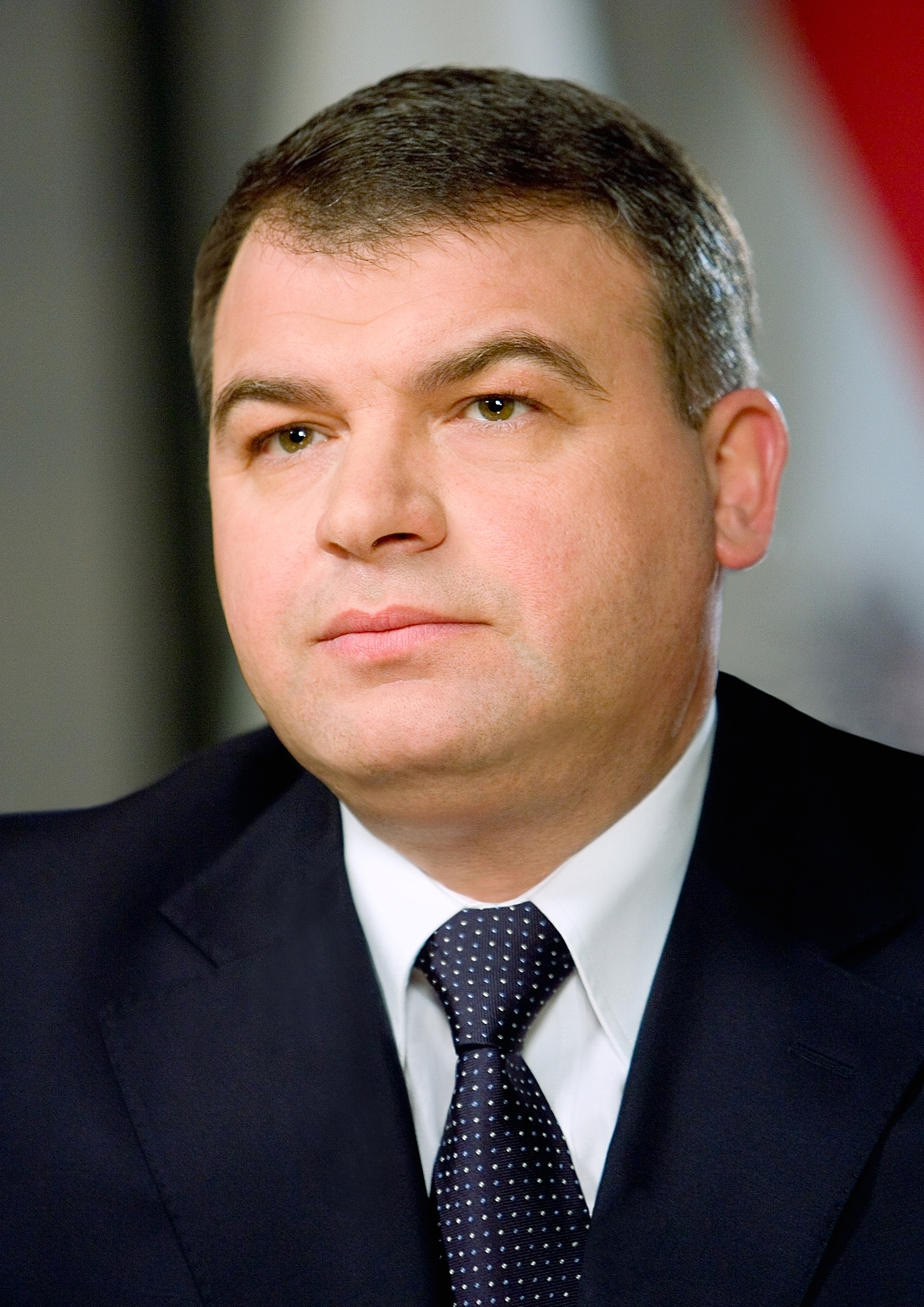
Anatoly Serdyukov (2007)

Anatoliy Eduardovich Serdyuko (em russo:  Анатолий Эдуардович Сердюкóв) (8 de Janeiro de 1962, Krai de Krasnodar, União Soviética) é um politico russo, que foi Ministro da Defesa da Rússia de Março de 2007 a Novembro de 2012, tendo sido responsável pela organização dos recentes programas de modernização das forças armadas do seu país.
Nasceu na região de Krasnodar e estudou Direito na Universidade de São Petersburgo. Entre 1984 e 1985 serviu nas Forças Armadas da Federação Russa. Por causa da Invasão russa da Ucrânia em 2022, ele recebeu sanções financeiras do Ocidente.